# Ignimbrit
Ignimbrit je vrsta vulkanske kamnine, sestavljena iz strjenega tufa. Ignimbriti nastanejo iz usedlin piroklastičnih tokov, ki so vroča suspenzija delcev in plinov, ki hitro tečejo iz vulkana, ker so gostejši od okoliške atmosfere. Novozelandski geolog Patrick Marshall (1869–1950) je skoval izraz ignimbrit iz latinskega igni - [ogenj] in imbri - [dež].
Ignimbriti so narejeni iz zelo slabo razvrščene mešanice vulkanskega pepela (ali tufa, ko je litificiran) in plovčevih lapilov, običajno z raztresenimi litičnimi drobci. Pepel je sestavljen iz steklenih drobcev in drobcev kristalov. Ignimbriti so lahko rahla in nekonsolidirana ali litificirana (strjena) kamnina, imenovana lapilli-tuf. Blizu vulkanskega vira ignimbriti pogosto vsebujejo debele akumulacije litičnih blokov, distalno pa mnogi kažejo meter debele akumulacije zaobljenih tlakovcev plovca. Ignimbriti so lahko beli, sivi, roza, bež, rjavi ali črni, odvisno od njihove sestave in gostote. Veliko bledih ignimbritov je dacitnih ali riolitskih. Temneje obarvani ignimbriti so lahko po sestavi gosto spojeno vulkansko steklo ali, redkeje, mafik.

## Odlaganje
Za razlago odlaganja ignimbritov iz piroklastičnega gostotnega toka sta bila predlagana dva glavna modela: model množičnega odlaganja in progresivni agradacijski model.

### Masovni model
Masovni model je leta 1976 predlagal vulkanolog Stephen Sparks. Sparks je slabo razvrščanje ignimbritov pripisal laminarnim tokovom zelo visoke koncentracije delcev. Piroklastični tokovi so bili predvideni kot podobni tokovom drobirja, pri čemer je telo podvrženo laminarnemu toku in se nato množično ustavi. Tok bi potoval kot tok čepa, z v bistvu nedeformirajočo maso, ki bi potovala po tankem strižnem območju,  masovno zamrzovanje pa se pojavi, ko pogonska napetost pade pod določeno raven. To bi proizvedlo masivno enoto z obratno razvrščeno osnovo.
Obstaja več težav z modelom en masse. Ker je ignimbrit nahajališče, njegove značilnosti ne morejo v celoti predstavljati toka in nahajališče lahko beleži le proces usedanja. Navpična kemična conacija v ignimbritih se razlaga kot beleženje postopnih sprememb v usedlinah, cona pa je redko povezana z mejami tokovnih enot in se lahko pojavi znotraj tokovnih enot. Postavljeno je bilo, da kemične spremembe beležijo progresivno agradacijo na dnu toka zaradi izbruha, katerega sestava se s časom spreminja. Da bi bilo tako, osnova toka ne more biti turbulentna. Takojšnje odlaganje celotnega telesa materiala ni mogoče, ker premik tekočine ni mogoč v trenutku. Vsak premik tekočine bi mobiliziral zgornji del toka in ne bi prišlo do množičnega odlaganja. Takojšnje prenehanje toka bi povzročilo lokalno stiskanje in raztezanje, kar bi se pokazalo v obliki napetostnih razpok in majhnega nariva, česar pri večini ignimbritov ni opaziti.
Prilagoditev teorije o množici nakazuje, da ignimbrit beleži progresivno agradacijo zaradi trajnega toka in da so razlike, opažene med ignimbriti in znotraj ignimbrita, posledica časovnih sprememb narave toka, ki ga je odložil.

### Model reomorfnega toka
Reomorfne strukture opazimo samo pri ignimbritih visoke stopnje. Obstajata dve vrsti reomorfnega toka; postdepozicijska ponovna mobilizacija in viskozni tok v pozni fazi. Medtem ko trenutno poteka razprava o relativni pomembnosti enega ali drugega mehanizma, se strinjajo, da imata oba mehanizma učinek. Navpična sprememba orientacije struktur je prepričljiv dokaz proti temu, da je za večino struktur odgovorna postdepozicijska ponovna mobilizacija, vendar je treba opraviti več dela, da bi odkrili, ali ima večina ignimbritov te navpične razlike, da bi rekli kateri postopek je najpogostejši.
Model, ki temelji na opazovanjih na Wall Mountain Tuff v nacionalnem spomeniku Florissant Fossil Beds v Koloradu, nakazuje, da so reomorfne strukture, kot so foliacija in piroklasti, nastale med laminarnim viskoznim tokom, ko se tok gostote ustavi. Sprememba iz toka delcev v viskozno tekočino bi lahko povzročila hitro en masse ohlajanje v zadnjih nekaj metrih. Teoretizira se tudi, da do transformacije pride na mejni plasti na dnu toka in da gredo vsi materiali skozi to plast med odlaganjem.
Drugi predlagani model je, da je tok gostote postal stacionaren, preden so se oblikovale reomorfne strukture. Strukture, kot je prodorna foliacija, so posledica zbijanja obremenitve, druge strukture pa so rezultat remobilizacije z obremenitvijo in odlaganjem na nagnjeni topografiji. Tuf, odložen na gori Wagontire v Oregonu in Bishop Tuff v Kaliforniji, kaže dokaze o pozni fazi viskoznega toka. Ti tufi imajo podobno kemijo in so morali biti podvrženi istemu postopku stiskanja, da so imeli enako foliacijo.
Zeleni tuf v Pantelleriji vsebuje reomorfne strukture, za katere velja, da so rezultat ponovne mobilizacije po nanosu, ker so takrat verjeli, da je zeleni tuf vulkanski pepel, ki nima bočnega transporta. Podobnosti med strukturami v zelenem tufu in ignimbritih na Gran Canariji kažejo na ponovno mobilizacijo po odlaganju. Ta razlaga odlaganja zelenega tufa je bila sporna, kar kaže na to, da gre za ignimbrit in da so strukture, kot je imbricate fiamme, opažene v zelenem tufu, rezultat pozne faze primarnega viskoznega toka. Podobne strukture, opažene na Gran Canariji, so bile interpretirane kot sindepozicijski tok.
Plastične gube in druge reomorfne strukture so lahko posledica ene same stopnje striga. Do striga je verjetno prišlo, ko je tok gostote šel čez nastajajočo usedlino. Navpične razlike v orientacijah ovojnih gub so dokaz, da se reomorfizem in varjenje lahko pojavita sin-depozicijsko. Izpodbijano je bilo, da je strig med gostotnim tokom in nastajajočo usedlino dovolj velik, da povzroči vse reomorfne strukture, opažene v ignimbritih, čeprav je strig lahko odgovoren za nekatere strukture, kot je imbricate fiamme.

## Petrologija
Ignimbrit je v prvi vrsti sestavljen iz matriksa vulkanskega pepela (tefre), ki je sestavljen iz drobcev vulkanskega stekla, drobcev plovca in kristalov. Kristalne drobce običajno raznese eksplozivna erupcija. Večina je fenokristalov, ki so zrasli v magmi, nekateri pa so lahko eksotični kristali, kot so ksenokristali, pridobljeni iz drugih magm, magmatskih kamnin ali domačih kamnin.
Matrica pepela običajno vsebuje različne količine kamnitih drobcev v velikosti graha do kamnine, imenovanih litični vključki. Večinoma gre za koščke starejših strjenih vulkanskih ostankov, ki jih odnesejo iz sten vodov ali s površine zemlje. Redkeje so klasti sorodni material iz magmatske komore.
Če je ob nanosu dovolj vroč, se lahko delci ignimbrita zvarijo skupaj in usedlina se spremeni v »zvarjen ignimbrit«, izdelan iz evtaksitičnega lapilli-tufa. Ko se to zgodi, se lapili plovca običajno sploščijo in na skalnatih površinah se pojavijo kot temne oblike leč, znane kot fiamme. Močno varjen ignimbrit ima lahko steklaste cone blizu baze in vrha, imenovane spodnji in zgornji »vitrofirji«, vendar so osrednji deli mikrokristalni (»litoidni«).

## Mineralogija
Mineralogijo ignimbrita nadzira predvsem kemija izvorne magme.
Tipični razpon fenokristalov v ignimbritih so biotit, kremen, sanidin ali drugi alkalijski glinenec, občasno rogovača, redko piroksen in v primeru fonolitnih tufov feldspatoidni minerali, kot sta nefelin in levcit.
Običajno v večini felzičnih ignimbritov najdemo kremenove polimorfe kristobalita in tridimita običajno v zvarjenih tufih in brečah. V večini primerov se zdi, da so se ti visokotemperaturni polimorfi kremena pojavili po izbruhu kot del avtogene po-eruptivne spremembe v neki metastabilni obliki. Čeprav sta tridimit in kristobalit pogosta minerala v ignimbritih, morda nista primarna magmatska minerala.

## Geokemija
Večina ignimbritov je silicijevih, na splošno z več kot 65 % SiO2. Kemija ignimbritov, tako kot vseh felzičnih kamnin, in posledična mineralogija populacij fenokristalov v njih je povezana predvsem z različnimi vsebnostmi natrija, kalija, kalcija, manjše količine železa in magnezija.
Nekateri redki ignimbriti so andezitni in lahko celo nastanejo iz hlapnega nasičenega bazalta, pri čemer bi imel ignimbrit geokemijo običajnega bazalta.

## Sprememba
Veliki vroči ignimbriti lahko ustvarijo neko obliko hidrotermalne aktivnosti, saj po navadi prekrijejo mokro zemljo in zasujejo vodotoke in reke. Voda iz takšnih substratov bo zapustila ignimbritno odejo v fumarolah, gejzirjih in podobno, proces, ki lahko traja več let, na primer po izbruhu tufa Novarupta. V procesu vrenja te vode se lahko plast ignimbrita metasomatizira (spremeni). To po navadi tvori dimnike in žepe kamnine, spremenjene s kaolinom.

## Morfologija in pojavljanje
Pokrajine, ki nastanejo zaradi erozije v strjenem ignimbritu, so lahko izjemno podobne tistim, ki nastanejo na granitnih kamninah. V Sierra de Lihuel Calel v provinci La Pampa v Argentini je v ignimbritu mogoče opaziti različne reliefne oblike, značilne za granite. Te reliefne oblike so osamelec, spodmol, kupola, skalni osamelci, korozijske jame. Poleg tega, tako kot v granitnih pokrajinah, lahko na oblike reliefa v ignimbritih vplivajo razpoke.

## Razširjenost
Ignimbriti se pojavljajo po vsem svetu, povezani s številnimi vulkanskimi provincami z magmo z visoko vsebnostjo silicijevega dioksida in posledično eksplozivnimi izbruhi.
Ignimbrit se zelo pogosto pojavlja okoli spodnje regije Hunter v avstralski zvezni državi Novi Južni Wales. Ignimbrit, pridobljen v regiji Hunter na lokacijah, kot so Martins Creek, Brandy Hill, Seaham (Boral) in v zapuščenem kamnolomu pri Raymond Terrace, je vulkanska sedimentacijska kamnina karbonske starosti (280–345 milijonov let). Imel je izjemno nasilen izvor. Ta material se je vgradil do precejšnje globine in gotovo je potreboval leta, da se je popolnoma ohladil. Pri tem so se materiali, ki so sestavljali to mešanico, zlili v zelo trdo kamnino srednje gostote.
Ignimbrit se pojavlja tudi v regiji Coromandel na Novi Zelandiji, kjer osupljive oranžno-rjave pečine iz ignimbrita tvorijo posebnost pokrajine. Bližnje vulkansko območje Taupō je prekrito z obsežnimi ploščatimi ploščami ignimbrita, ki so izbruhnili iz kalderskih vulkanov v pleistocenu in holocenu. Izpostavljene ignimbritne pečine v Hinueri (Waikato) označujejo robove starodavne reke Waikato, ki je tekla skozi dolino pred zadnjim večjim izbruhom vulkana Taupō pred 1800 leti (izbruh Hatepe). Zahodne pečine se pridobivajo za pridobivanje blokov kamna Hinuera, imena, danega varjenemu ignimbritu, ki se uporablja za obloge stavb. Kamen je svetlo sive barve s sledovi zelene in rahlo porozen.
Ogromna nahajališča ignimbrita tvorijo velike dele Sierra Madre Occidental v zahodni Mehiki. V zahodnih Združenih državah Amerike se v provinci Basin and Range, večinoma v Nevadi, zahodni Utah, južni Arizoni ter severno-osrednji in južni Novi Mehiki, ter ravnici Snake River, pojavljajo ogromna nahajališča ignimbrita, debela do nekaj sto metrov. Magmatizem v provinci Basin and Range je vključeval ogromen izbruh ignimbrita, ki se je začel pred približno 40 milijoni let in večinoma končal pred 25 milijoni let: magmatizem je sledil koncu laramidne orogeneze, ko sta se deformacija in magmatizem zgodila daleč vzhodno od meja plošče. Dodatni izbruhi ignimbrita so se v Nevadi nadaljevali do pred približno 14 milijoni let. Posamezni izbruhi so bili pogosto ogromni, včasih s prostornino do več tisoč kubičnih kilometrov, kar jim daje indeks vulkanske eksplozivnosti 8, kar je primerljivo z izbruhi Yellowstone Caldere in jezera Toba.
Sukcesije ignimbritov sestavljajo velik del poerozijskih kamnin na otokih Tenerife in Gran Canaria.

## Uporaba
Yucca Mountain Repository, skladišče terminala Ministrstva za energijo ZDA za izrabljene jedrske reaktorje in druge radioaktivne odpadke, je v nahajališču ignimbrita in tufa.
Plastenje ignimbritov se uporablja pri obdelavi kamna, saj se včasih razcepi v priročne plošče, uporabne za plošče in pri urejanju vrtnih robov.
V regiji Hunter v Novem Južnem Walesu ignimbrit služi kot odličen agregat za cestne prevleke in gradbene namene.